# Vitskuldrad ibis
Vitskuldrad ibis (Pseudibis davisoni) är en sydostasiatisk fågel i familjen ibisar inom ordningen pelikanfåglar. Från att tidigare ha förekommit på flera andra håll återfinns den idag endast i Kambodja och Laos samt på Borneo och Indonesien. IUCN kategoriserar den som akut hotad.

## Utseende
Vitskuldrad ibis är en stor (75–85 centimeter) och mörk ibis med ett distinkt halsband, blåaktigt på nära håll och blekt på håll. Den har ett svartaktigt naket huvud, dovt röda ben och en vitaktig fläck på inre delen av framvingen. Liknande brahminibisen har den en röd fläck i nacken och saknar halsbandet, medan den likaledes utrotningshotade jätteibisen är mycket större, med enfärgat blekare mörkbandat på huvud, övre delen av halsen, vingtäckarna och armpennorna.

## Utbredning och status
IUCN kategoriserar arten som akut hotad. Fågeln har under 1900-talet försvunnit från många områden där den tidigare förekom. I 2010 års rödlista uppges arten förekomma främst i norra och östra Kambodja. Därtill förekommer den i allra sydligaste Laos och på Borneo, samt sällsynt i södra Vietnam (ej häckande). Den antas vara utdöd i Thailand och har troligen försvunnit även från Myanmar (Burma). Andra områden som arten historiskt rapporterats från är Sarawak, sydvästra Yunnan i Kina och centrala Vietnam. En orsak till att arten gått tillbaka är habitatförlust.

## Namn
Fågelns vetenskapliga artnamn hedrar den brittiske fältornitologen William Ruxton Davison (död 1893) som arbetade som samlare för Allan Octavian Hume som beskrev arten. Han var även curator för Raffles Museum i Singapore 1887–1893. Fram tills nyligen kallades den även davisonibis på svenska, men justerades 2022 till ett mer informativt namn av BirdLife Sveriges taxonomikommitté.